# Hystricia obesa
Hystricia obesa là một loài ruồi trong họ Tachinidae.